# ショー・ミー・ラヴ
『ショー・ミー・ラヴ』（原題: Fucking Åmål, 英題: Show Me Love）は1998年のスウェーデンの映画。

## 概要
スウェーデンの片田舎に住む、思春期を迎えた少女たちの不安や苛立ちを瑞々しく描いた青春映画。
本国スウェーデンでは同じ時期に公開された 『タイタニック』 を上回る大ヒットとなり、主演のアレクサンドラ・ダールストレムとレベッカ・リリエベリは、スウェーデンのアカデミー賞と言われる金虫賞の最優秀主演女優賞を受賞。

## ストーリー
南スウェーデンの小さな町オーモルに住む二人の少女、エーリンとアグネス。学校で人気者で社交的なエーリンは１４歳、しかし日々の生活に退屈さと満たされない何かを感じていた。
アグネスはエーリンとは対照的で、友達もなく、暗い女の子であったが、エーリンに恋をしていた。
物語はアグネスの１６歳の誕生日の朝から始まる。アグネスの両親は娘の１６歳の誕生日を盛大に祝ってあげようと誕生日パーティーを計画するが、アグネスは乗り気ではない。なぜならばアグネスには呼ぶ友達がいないからだ。しかし、両親にせかされて渋々誕生日パーティーに友達を呼ぶ羽目になる。友達のいないアグネスは誰を呼んでいいか分からない。学校で両親から渡された誕生日パーティーの招待状を仕方なく、クラスで隣の席に座っている女の子に渡すと、それを見ていた意地の悪い女子が招待状を取り上げみんなの前で大声で読み始めた。アグネスは、招待状を取り戻しその場から立ち去る。しかし、誰も来ないと思っていたその晩の自分の誕生日パーティーに予期せぬ人が...

## キャスト
- アレクサンドラ・ダールストレム： エーリン
- レベッカ・リリエベリ： アグネス
- エリカ・カールソン
- マティアス・ルスト
- ステファン・ヘルベリ